# شردوح
شُرْدُوح (الاسم العلمي: Synodus)، جنس أسماك بحرية من فصيلة الشردوحيات. أعطانها في المحيط الأطلسي والمحيط الهندي والمحيط الهادئ. أنواعها 46.